# Oznice
Oznice é uma comuna checa localizada na região de Zlín, distrito de Vsetín.